# زالتسبورگ ۶۴۴۲
سیارک ۶۴۴۲ (به انگلیسی: 6442 Salzburg، نامگذاری:1988RU3) شش هزار و چهارصد و چهل و دومین سیارک کشف شده‌است که در ۸ سپتامبر ۱۹۸۸ کشف شد.
قدر مطلق سیارک برابر ۱۴٫۰۰ است.